# آچاسان
آچاسان (به لاتین: Achasan) یک کوه است که در کره جنوبی واقع شده‌است. آچاسان ۲۸۷ متر بالاتر از سطح دریا واقع شده‌است.